# ليا ديزون
ليا دونا ديزون (من مواليد 24 سبتمبر 1986) هي غارتين تارينتو ومغنية وعارضة أزياء أمريكية من اصل ياباني ولدت وترعرعت في لاس فيغاس، نيفادا، وانتقلت إلى طوكيو، اليابان في عام 2006 لمتابعة مهنتها في مجال الترفيه. ظهرت لأول مرة تحت وكالة فيكتور إنترتينمنت في وقت لاحق من نفس العام.

## السيرة الذاتية

### 1986–2004: الطفولة وسن المُراهقة
ولدت ليا دونا ديزون في لاس فيغاس، نيفادا في 24 سبتمبر 1986. والدتها من أصل فرنسي بينما والدها من أصل صيني وفلبيني. عمل والداها كتاجر كازينو. ديزون هي الرابعة من بين ستة أطفال: لديها شقيقان أكبر وشقيقة أكبر وشقيقان أصغر سنا. في مقابلة، أوضحت أنها استمعت إلى موسيقى الروك وR&B وتدربت على الرقص منذ سن الثانية عشرة. قالت ديزون إن والدتها «صارمة للغاية وتراقب تصرفات [ديزون]».  عندما كانت تبلغ من العمر 14 عامًا، عملت في متجر ملابس وفي النهاية وفرت ما يكفي من المال للسفر إلى اليابان وحدها في رحلة.
حضرت أكاديمية لاس فيغاس للفنون المسرحية لسنوات وطالبة في السنة الثانية، لكنها تخرجت من مدرسة الدورادو الثانوية العامة في عام 2004، حيث أصبحت نشطة في المسرح. في سن 18، انتقلت ديزون إلى لوس أنجلوس، كاليفورنيا، وحضرت الكلية كرائدوة فيلم في عامها الجديد.

### 2005–2007:Destiny Lineوالعمل المبكر والمهنة
أثناء إقامتها في لوس أنجلوس، عمل ديزون كعارضة ازياء ترويجية لعروض السيارات المحلية.  في النهاية، تم نشر صورها على الإنترنت.  أفيد أن هناك مليوني زيارة لـ Google في غضون عام كامل لصورها، حيث تقع غالبية المشاهدين من الصين واليابان.  حظت بالكثير من الاهتمام الذي إلى مظهرها الفريد. طلبها العديد من المعجبين اليابانيين - الذين شاهدوا صورها - للعمل في بلادهم، مما دفعها في النهاية إلى إرسال العديد من الأشرطة التجريبية ومقاطع الفيديو لها وهي ترقص إلى وكالة فيكتور إنترتينمنت، ووقعت مع فيكتور عقد تسجيل لاحقًا.
في مارس 2006، انتقلت ديزون إلى طوكيو وبدأت دروسًا في اللغة اليابانية إلى جانب التدريب الصوتي.  أطلقت كتابها الأول Petite Amie (الذي يعني «صديقة» باللغة الفرنسية)، في أكتوبر 2006 - تم تصنيف كتاب Petite Amie في المرتبة الثالثة كأفضل كتاب صور مبيعًا عامي 2006 و 2007. تبع ذلك عدد قليل من ظهورها في لمختلف المجلات.
قامت ديزون بأول ظهورها الموسيقي تحت وكالة فيكتور إنترتينمنت في 14 فبراير 2007 بأغنية «Softly».  تليها أغلني ذلك «Koi Shiyō» و «L ・ O ・ V ・E U». والتي وصلت أيضًا في المرتبة 7 على مخطط Oricon الأسبوعي.  تم وصف الأغنية على أنها «أغنية راقصة حزينة»، وتتميز الأغنية الفردية بجانبين بأغنتين بعنوان «هل يمكنك أن تكون تلك الأغنية؟»  و «أيشيتيرو: قصة حب» (アイシテル～ Love Story)،  تم استخدام Koi Shiyō في إعلان Lotte TV ، بينما «هل يمكنك أن تكون هذا الشخص؟»  تم عرضه في إعلان لعبة بلاي ستيشن 3 نينجا غايدن، مع ظهور ديزون في كلا الإعلانين التجاريين. في سبتمبر 2007، أصدرت ديزون ألبومها الأول Destiny Line ، تحت فيكتور إنترتينمنت.

### 2008–2011:Communication!!!, والزواج والحمل
2008-2011: التواصل !!! والزواج والحمل [تحرير]

بعد إصدار Destiny Line ، استمرت ديزون في إصدار أغنيتين فرديتين: "Love Paradox" و "Vanilla" (كلاهما عام 2008).  ألبومها الثاني، Communication!!! ، صدر في أغسطس 2008.  تم استخدام أغنية "Under the Same Sky" كأغنية لمسلسل الدراما اليابانية Tokyo Prom Queen ، بينما تم استخدام "Lost At Sea" للموسم الثاني.
في فبراير 2008، بدأت ديزون بمواعدة مصممها بين (مواليد 1979)، الذي قابلته أثناء تصوير الفيديو الموسيقي لـ أغنيتها Love Paradox.  في 10 أكتوبر 2008، بينما كانت حاملاً في شهرها الثالث، تزوجا ديزون من بون في حفل ياباني تقليدي. أعلنت عن ذلك خلال المراحل الأولية من جولة Communication!!!  بعد أيام من الزواج.  رُزق الزوجين بأبنة، ميلا (美蘭)، ولدت في 24 أبريل 2009.
في 14 فبراير 2010، ظهرت ديزون على التلفزيون المباشر وناقش صنع البسكويت لـ زوجها بين.  في وقت لاحق، اعترفت بأن علاقتهما كانت «مفرطة» منذ ولادة ابنتها.  في نفس الشهر، ظهرت على غلاف مجلة جلاموروس ، حيث ناقشت الأمومة وأملها في العودة إلى صناعة الترفيه.  كان أول غلاف مجلة لها منذ ما يقرب من عامين. في 31 أكتوبر 2010، أعلنت أنها وبين انفصلا وقررا الطلاق في وقت سابق من ذلك الشهر، وكانت تسعى للحصول على حضانة كاملة لطفلهما. وفقًا لـ ديزون، كان الإنفصال بسبب «جداولهم المزدحمة وعدم القدرة على تلبية الآراء المختلفة بانتظام تجاه تربية الأطفال» إلى جانب «الاختلافات التي لا يمكن التوافق بينها». وفقًا لبيان نشر في 22 فبراير 2011 بواسطة وكالة فيكتور إنترتينمنت فأن ديزون حصلت على الحضانة الكاملة لابنتها ميلا وكانت تفاصيل ترتيبهم خاصة. تم الانتهاء من الطلاق في ديسمبر 2010. حضرت ديزون لاحقًا استوديو ستيلا أدلر للتمثيل في مدينة نيويورك، حيث تخرجت في ديسمبر 2012. بعد التخرج، صرحت ديزون بأنها تود العودة إلى اليابان للعمل هناك.
في يونيو 2011، صورت ديزون إعلانات تجارية في مانهاتن لعيادة جراحة التجميل Shonan.  تم إصدار الإعلانات في 17 أغسطس 2011.

### 2012 إلى الوقت الحاضر: العودة إلى اليابان
في 14 ديسمبر 2012، أعلنت ديزون أنها وقعت عقدًا مع وكالة مواهب في الولايات المتحدة، وستقبل أيضًا أي عروض للعمل الياباني إذا كانت ستتلقى أيًا.
في 2 يونيو 2013، أفيد أن ديزون كان من المقرر أن تسجل أغنية للعبة الفيديو القادمة "Samurai & Dragons".  تم إصدار الأغنية في 26 يونيو 2013.
أفادت مجلة Joseijishin في يونيو 2013 أن زوج ديزون السابق قد توقف عن دفع نفقة الطفل لابنتهما، وهذا هو السبب الرئيسي وراء عودة ديزون إلى اليابان.  وبحسب ما ورد قالت ديزون: «يبدو أن شريكه التجاري أفلس. لكنه يحتاج إلى مواصلة مسؤوليته عن ابنته».  تعيش الآن ديزون في لاس فيغاس مع والدتها وابنتها.
اعتبارًا من 2018، كانت ديزون في جامعة ولاية نيفادا، وتخصصت في علم النفس الاجتماعي، وكان لديها خطط للالتحاق بكلية الدراسات العليا.
في يونيو 2019، أُعلن أنها ستصدر ألبومًا مصغرًا بعنوان "For The World" مع لقاء معجبين. تم إصدار الأغنية الرئيسية في 16 يوليو.
في 23 مارس، تم الإعلان عن أنها ستصدر أسطوانة مطولة جديد بعنوان «أنت فقط» والمقرر إصدراها في 27 مارس.

## أعمال تلفزيونية

### أفلام
- Traffic in the Sky (トラフィック・イン・ザ・スカイ) (2007)
- Kiba Gaiden (呀＜KIBA＞ ～暗黒騎士鎧伝～) (2011

### تلفزيونية
- Webtama كمقدمة مشاركة (2007)
- Sakigake Ongaku Banzuke Vegas كمقدمة (2007)
- J-Melo كمقدمة (2007)

### العاب
- Words Yakusoku / Uragiri: Subete, (Ushinawareshi Mono no Tame (2009
- To Drop Atomic Bombs on Hiroshima (2009)

## الأعمال الموسيقية

### ألبومات
| الأغنية   | تفاصيل الألبوم                                                                                | المراتب في المخططات الموسيقية | المراتب في المخططات الموسيقية | المراتب في المخططات الموسيقية | المبيعات |
| الأغنية   | تفاصيل الألبوم                                                                                | JPN                           | TWN                           | TWN East Asian                | المبيعات |
| --------- | --------------------------------------------------------------------------------------------- | ----------------------------- | ----------------------------- | ----------------------------- | -------- |
| مصير الخط | - صدر: 12 سبتمبر 2007 - الشركة: فيكتور إنترتينمنت - النوع: قرص مضغوط، CD+دي في دي، تنزيل رقمي | 9                             | 10                            | 1                             | 55,091   |
| الاتصالات | - صدر: أغسطس 20, 2008 - الشركة: فيكتور إنترتينمنت - النوع: قرص مضغوط، CD+دي في دي، تنزيل رقمي | 16                            | 10                            | 2                             | 14,000   |

### ألبومات مُصغرة
| الأسم       | تفاصيل الألبوم                                                             |
| ----------- | -------------------------------------------------------------------------- |
| لأجل العالم | - صدر: يوليو 24, 2019 - الشركة: طوكيو رابيت - النوع: قرص مضغوط، تنزيل رقمي |

### أغاني منفردة
| الأغنية       | السنة | المراتب في المخططات الموسيقية | المراتب في المخططات الموسيقية | المراتب في المخططات الموسيقية | المبيعات | الشهادات                | الألبوم                |
| الأغنية       | السنة | Oricon Singles Charts         | Billboard Japan Hot 100       | TWN East Asian                | المبيعات | الشهادات                | الألبوم                |
| ------------- | ----- | ----------------------------- | ----------------------------- | ----------------------------- | -------- | ----------------------- | ---------------------- |
| "حمى"         | 2006  | —                             | —                             | —                             | —        |                         | اغنية فردية بدون البوم |
| "بلطف"        | 2007  | 7                             | —                             | —                             | 49,000   |                         | البوم مصير الخط        |
| "كوي شيو"     | 2007  | 7                             | —                             | —                             | 49,000   | - RIAJ (cellphone): ذهب | البوم مصير الخط        |
| "لوف يو"      | 2007  | 16                            | —                             | —                             | 20,000   |                         | البوم مصير الخط        |
| "الحب مفارقة" | 2008  | 15                            | 30                            | —                             | 11,000   |                         | البوم الاتصالات        |
| "فانيلا"      | 2008  | 26                            | —                             | 7                             | 8,000    |                         | البوم الاتصالات        |
| "لأجل العالم" | 2019  | —                             | —                             | —                             | —        |                         | البوم لأجل العالم      |
| "فقط أنت"     | 2020  | —                             | —                             | —                             | —        |                         | اغنية بدون البوم       |

### حفلات موسيقية
الاتصالات مباشر (2008)

### اغاني العاب فيديو
- 2009: «الحب الأبدي + أنت» (لعبة Katamari Forever)[10]
- 2013: «قصف رأس!» (لعبة Samurai & Dragons) [11]

## وصلات خارجية
- ليا ديزون على موقع IMDb (الإنجليزية)
- ليا ديزون على موقع ميوزك برينز (الإنجليزية)
- ليا ديزون على موقع ديسكوغز (الإنجليزية)
- ليا ديزون على موقع قاعدة بيانات الفيلم (الإنجليزية)